# Nassim Maalouf
Pour les articles homonymes, voir Maalouf.
Nassim Maalouf (arabe : نسيم معلوف), né en 1941 à Kafarakab au Liban, est un soliste de trompette classique libanais, particulièrement connu pour l'adaptation qu'il a faite de la trompette à la musique arabe, avec l'introduction des quarts de ton sur l'instrument.

## Biographie
Nassim Maalouf naît en 1941 à Kafarakab.

### Carrière
Il découvre à l’âge de 23 ans, la trompette au Conservatoire national de Beyrouth.
Maalouf a étudié au Conservatoire de Paris avec le grand trompettiste français Maurice André ; il y a obtenu son diplôme en 1970.
Bien qu'il ait maîtrisé à cette époque le répertoire classique européen de trompette, il se sentait limité par sa capacité à jouer uniquement dans les gammes majeures et mineures. Son souhait d'interpréter les nombreux modes arabes (connus sous le nom de maqamat, singulier maqam ) avec son instrument, se heurtait à la difficulté de jouer les « dièses barrés » et « bémols barrés », qui ne pouvaient être obtenus que par la modulation de la pression des lèvres , peu fiable.
Finalement, Nassim Maalouf se rend compte qu'en ajoutant à sa trompette un quatrième piston, deux fois moins long que le deuxième piston, il serait possible de produire des quarts de ton. Maalouf travailla pendant deux ans avec l'artisan Michel Wikrikaz de la société Henri Selmer à Paris à la conception d'une trompette et d'un bugle « quart de ton », tous deux adaptés à l'exécution du maqamat arabe sur toute la gamme chromatique de l'instrument.
Maalouf utilise sa main droite pour jouer les trois premiers pistons et l'index de sa main gauche pour appuyer sur le quatrième piston. La trompette à quart de ton de Maalouf n'était cependant pas le premier instrument de ce type ; le trompettiste de jazz américain Don Ellis et d'autres avaient auparavant créé des instruments similaires.
En parallèle de sa carrière de trompettiste soliste, Maalouf a également enseigné au Conservatoire National de Beyrouth. Le fils de Maalouf, Ibrahim Maalouf (né en 1980), est lui aussi un trompettiste de formation classique et joue de la trompette quart de ton.
Maalouf a sorti un album solo, Improvisations Orientales (1994), sur le label Club Du Disque Arabe.

### Famille
L'écrivain franco-libanais Amin Maalouf est le beau frère de Nassim Maalouf.
Le fils de Nassim Maalouf, Ibrahim Maalouf, est trompettiste de jazz et compositeur.